# Behrn Arena (fotbollsanläggning)
Ej att förväxla med Behrn Arena (bandyanläggning) eller Behrn Arena (ishall).
Behrn Arena, fram till 2005 Eyravallen,  är en fotbollsarena i centrala Örebro i Sverige. Eyravallen invigdes den 26 augusti 1923  och fick sitt namn efter stadsdelen Eyra i Örebro. Den är hemmaarena för Örebro SK och KIF Örebro DFF. Från och med 2012 är arenan även hemmaplan för Örebro Black Knights som spelar amerikansk fotboll i Superserien för herrar och Superserien för damer. Stadion rymmer 13 072 åskådare. Vissa matcher under VM 1958 spelades på Eyravallen, till exempel spelades den 15 juni 1958 matchen mellan Frankrike-Skottland (2-1).
Publikrekordet på arenan noterades den 8 oktober 1961 i matchen mellan Örebro SK och Degerfors IF (2-0), då 20 066 personer kom. I augusti 2004 besökte den svenska popgruppen Gyllene Tider arenan med sin bejublade turné GT25! och drog 22 459 personer.

## Historia
Örebro SK blev den första klubben i allsvenskan med konstgräs på hemmaarenan,(Umeå FC hade konstgräs på sin hemmaplan i allsvenskan 1996) då Behrn arena fick just det underlaget i samband med att man började bygga om hela den norra sidan 2003. Arenan har under år 2007 fått en helt ny ståplatsläktare på den västra sidan. Den gamla träläktaren har ersatts av en modern betongläktare innehållande olika lokaler som restaurang, kontor, gym med mera. Loger har byggts till på den nya läktaren. 2008-2009 byggdes den östra läktaren om till en ny kombinerad sitt- och ståplatsläktare. Även här finns idag VIP-loger.
Sedan september 2008 går även närliggande bandy- och ishockeyarenan Vinterstadion och Toyotahallen under namnet Behrn Arena, efter att Behrn Fastigheters Per Johan Behrn köpt namnrättigheterna. Anläggningarna har byggts om till en modern bandyhall och en upprustad ishockeyhall i samband med ombyggnationen av östra läktaren på fotbollsanläggningen. Fastighetsägare är Örebroporten Fastigheter AB.

## Läktare
- Norra läktaren byggd 2003. 4 250 sittplatser under tak.
  - Två restauranger, en pub, flera affärslokaler.
- Södra läktaren byggd 1974. 3 000 sittplatser under tak.
- Västra läktaren byggd 2007. 3 029 stående eller alternativt 1 500 sittande.
- Östra läktaren är en sitt- och ståplatsläktare, reserverad till största delen för motståndarsupportrar. Finns även VIP-loger. Byggnationen påbörjades 29 september 2008  och invigningen skedde 23 september 2009. Läktaren tar 1 290 sittande och ca 1 100 stående.

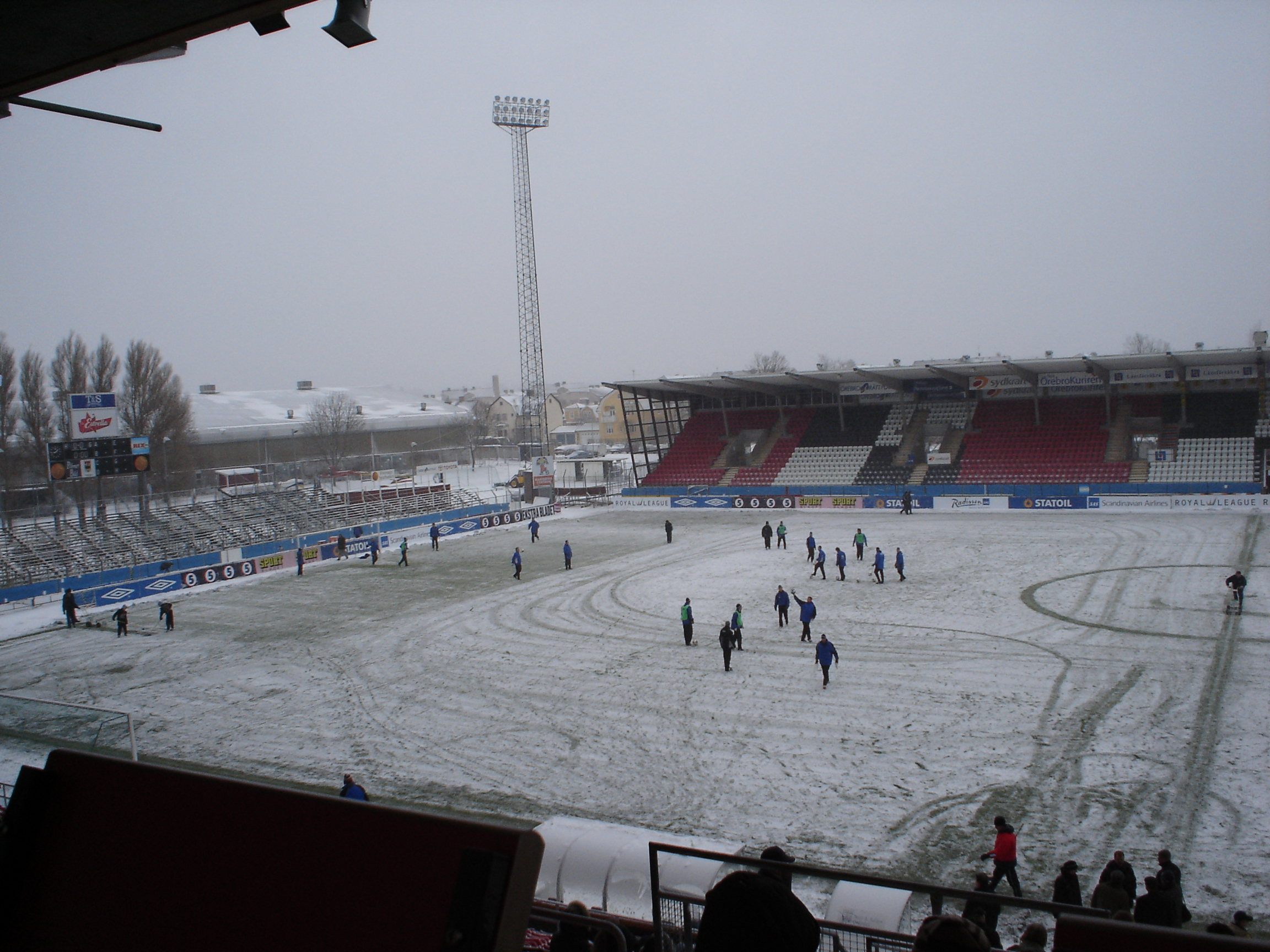
Behrn Arena

### Fotnoter
1. ↑  https://www.orebro.se/kultur--fritid/motion--idrott/idrottsanlaggningar/behrn-arena---fotboll.html
2. ↑  Brännmyr, Jonas (8 februari 2012). ”Black Knights flyttar - till Behrn arena”. Nerikes Allehanda. http://na.se/sporten/1.1536432-black-knights-flyttar-till-behrn-arena. Läst 8 februari 2012.
3. ↑  ”Bolletinen”. 5 juli 2002. Arkiverad från originalet den 24 augusti 2013. https://www.webcitation.org/6J6u5qHsQ?url=http://www.bolletinen.se/sfs/allsvenskan/publikrek.pdf. Läst 14 oktober 2011.
4. ↑  ”Behrn arena”. ÖSK Fotboll. http://oskfotboll.se/ga-pa-match/behrn-arena.html. Läst 25 februari 2016.